# Czernomorec Burgas
Czernomorec Burgas (bułg. Футболен клуб Черноморец Бургас) – bułgarski klub piłkarski, mający siedzibę w mieście Burgas na wschodzie kraju.

## Historia
Chronologia nazw:
- 1.08.1919: Czernomorec Burgas (bułg. Черноморец Бургас)
- 1929: Czernomorec-29 Burgas (bułg. Черноморец-29 Бургас)
- 1931: Czernomorec Burgas (bułg. Черноморец Бургас)
- 1944: Lubosław Burgas (bułg. Любослав Бургас)
- 1945: rozformowany
- 1949: Botew Burgas (bułg. Ботев Бургас)
- 8.08.1968: Czernomorec Burgas (bułg. Черноморец Бургас)
- 2006: rozformowany

Klub piłkarski Czernomorec został założony w Burgas 1 sierpnia 1919 roku. W 1921 roku do Czernomorca dołączył „Olimpijec” (założony w 1920). W latach 1924–1937 drużyna uczestniczyła w państwowych mistrzostwach Bułgarii, odpadając na różnych szczeblach drabinki pucharowej. Najlepszym wynikiem było dotarcie do ćwierćfinału w 1924. Potem grała w nowo utworzonej lidze, maksymalnie 8.miejsce zdobyte w sezonie 1937/1938. W 1929 roku klub połączył się z „Czegan” (utworzony w 1927 roku po zjednoczeniu klubów „Botew” i „Nowa Streła” – obydwa założone w 1921 roku) po czym przyjął nazwę Czernomorec-29 Burgas. W 1931 roku klub przywrócił nazwę Czernomorec Burgas. W latach 1937–1944 drużyna uczestniczyła w państwowych mistrzostwach Bułgarii, regularnie awansując i spadając z różnych szczebli ligi.
W 1944 roku klub został kupiony przez Gminę Burgas, a jego nazwa została zmieniona na Lubosław Burgas. Również został zatrudniony nowy menedżer węgierski trener Kramer Lipot. Jednak wyniki nie były dobre, a wkrótce trener został zwolniony z pracy.
W 1945 roku decyzją Komitetu Centralnego Komunistycznej Partii Bułgarii zdecydowano o rozwiązaniu klubu. W Burgasie pozostało tylko trzy kluby – „Lewski”, „Botew” i „Slawia”. „Lewski” i „Botew” połączono pod nazwą „LB-45”. W 1946 roku odbyła się fuzja „LB-45” ze „Slawią” pod nazwą „Lubisław”. W sezonie 1948/49 po przywróceniu systemu ligowego „Botew” został włączony do Republikańskiej futbolowej dywizji. W 1949 roku na wzorzec klubów radzieckich zostały stworzone dobrowolne towarzystwa sportowe, które istniały do 1956 roku. W Burgasie było takich 11: „Minior”, „Czerweno Zname”, „Spartak”, „Łokomotiw”, „Dinamo”, „Udarnik”, „Stroitel”, „Urożaj”, DNA, „Septemwri” i „Torpedo”. Dla zespołu z Burgasu nie znalazło się miejsca w Grupie „A”. Po rozwiązaniu dobrowolnych towarzystw sportowych w Burgasie w 1957 roku powstały dwa kluby – „Lewski” i „Czernomorski sportist”. W 1958 roku „Lewski” i „Czernomorski sportist” są zjednoczeni pod nazwą Botew Burgas.
Po dłuższej przerwie w sezonie 1965/1966 Botew powrócił do najwyższej ligi. 8 sierpnia 1968 klub przywrócił historyczną nazwę Czernomorec Burgas. W sezonie 1972/1973 zespół zajął 12. miejsce, ale ponieważ w następnym sezonie została zredukowana liczba drużyn w Grupie „A” z 18 do 12, został zdegradowany do Grupy „B” Mistrzostw Bułgarii. W 1977 wrócił do Grupy „A”. Po zakończeniu sezonu 1981/1982 uplasował się na szóstej pozycji, co pozwoliło zakwalifikować się po raz pierwszy do rozgrywek europejskich. W rozgrywkach o Puchar Intertoto UEFA zajął 3. miejsce wśród 4 zespołów w grupie 9. Po sezonie 1984/1985, w którym finiszował na ostatniej 16 pozycji spadł do Grupy „B”. W następnym sezonie zdobył mistrzostwo Grupy „B” i po rocznej przerwie powrócił do I ligi bułgarskiej. Jednak powrót był nieudany, 12. miejsce w końcowej klasyfikacji i spadek do Grupy „B”. Po roku gry w drugiej lidze w 1986 znów wrócił do ekstraligi, ale w sezonie 1987/1988 zajął przedostatnie miejsce i ponownie został zdegradowany do grupy „B”. W 1989 powrócił do grupy „A” po roku gry w niższej klasie i zmagał się w niej do sezonu 1993/1994. W 1995 był na 9 pozycji w południowej grupie „B” i spadł nawet do Południowej Grupy „W”, gdzie spędził jeden sezon. W 1999 awansował po raz kolejny do grupy „A”. W sezonie 2003/2004 zajął 16.miejsce i spadł do grupy „B”. W sezonie 2004/2005 zakończył rozgrywki na 15 pozycji i znów został zdegradowany do południowo-wschodniej grupy „W”. W sezonie 2006/2007 z przyczyn finansowych zrezygnował z dalszych rozgrywek i został rozwiązany.
W celu kontynuacji tradycji i historii Czernomorca został w 2006 utworzony nowy klub Czernomorec 919 Burgas.

## Sukcesy

### Trofea międzynarodowe
| \| \| Zdobyte trofea w rozgrywkach międzynarodowych (stan na: 31-05-2016) \| |                                                                     |      |          |
| Rozgrywki                                                                    | Osiągnięcie                                                         | Razy | Sezon(y) |
| · Liga Mistrzów · (Puchar Europy)                                            | zdobywca                                                            | 0    |          |
| · Liga Mistrzów · (Puchar Europy)                                            | finalista                                                           | 0    |          |
| · Liga Europy · (Puchar UEFA)                                                | zdobywca                                                            | 0    |          |
| · Liga Europy · (Puchar UEFA)                                                | finalista                                                           | 0    |          |
| · Liga Europy · (Puchar UEFA)                                                | runda wstępna (1/32 finału)                                         | 1    | 1989/90  |
| · Puchar Zdobywców                                                           | zdobywca                                                            | 0    |          |
| · Puchar Zdobywców                                                           | finalista                                                           | 0    |          |
| FIFA                                                                         | Zdobyte trofea w rozgrywkach międzynarodowych (stan na: 31-05-2016) |      |          |

### Trofea krajowe
| \| \| Zdobyte trofea w rozgrywkach Bułgarii (stan na: 31-05-2016) \| |                                                             |      |                                    |
| Rozgrywki                                                            | Osiągnięcie                                                 | Razy | Sezon(y)                           |
| · Mistrzostwo                                                        | I miejsce                                                   | 0    |                                    |
| · Mistrzostwo                                                        | II miejsce                                                  | 0    |                                    |
| · Mistrzostwo                                                        | III miejsce                                                 | 0    |                                    |
| · Mistrzostwo                                                        | 5.miejsce                                                   | 2    | 1978/79, 1983/84                   |
| Puchar                                                               | zdobywca                                                    | 0    |                                    |
| Puchar                                                               | finalista                                                   | 1    | 1988/1989                          |
| Superpuchar                                                          | zdobywca                                                    | 0    |                                    |
| Superpuchar                                                          | finalista                                                   | 1    | 1989                               |
| II liga                                                              | I miejsce                                                   | 4    | 1964/65, 1976/77, 1985/86, 1998/99 |
| II liga                                                              | II miejsce                                                  | 3    | 1973/74, 1974/75, 1988/89          |
| II liga                                                              | III miejsce                                                 | 0    |                                    |
| Bułgaria                                                             | Zdobyte trofea w rozgrywkach Bułgarii (stan na: 31-05-2016) |      |                                    |

- Grupa „W” (III poziom):
  - mistrz (1): 1995/96 (grupa południowo-wschodnia)

## Europejskie puchary
Legenda do wszystkich tabel:
- Q – runda eliminacyjna, 1/16, 1/8, 1/4, 1/2 – odpowiednia faza rozgrywek, Grupa – runda grupowa, 1r gr – pierwsza runda grupowa, 2r gr – druga runda grupowa, F – finał, R – runda, PO – play-off
- k. – rzuty karne, los. – losowanie, Dogr. – dogrywka, w. – zasada bramek strzelonych na wyjeździe

| Sezon   | Rozgrywki                 | Runda | Klub          | Dom | Wyjazd | Ogólnie |
| ------- | ------------------------- | ----- | ------------- | --- | ------ | ------- |
| 1989/90 | Puchar Zdobywców Pucharów | Q     | Dinamo Tirana | 3–1 | 0–4    | 3–5     |

## Stadion
Klub rozgrywał swoje mecze domowe na stadionie Czernomorec w Burgasie, który może pomieścić 22000 widzów.